# Rezolucija Vijeća sigurnosti UN-a 900
Rezolucijom Vijeća sigurnosti UN-a 900, usvojenom 4. ožujka 1994. godine, nakon ponovnog potvrđivanja svih rezolucija o stanju u Bosni i Hercegovini, Vijeće je raspravljalo o obnovi osnovnih javnih usluga i normalnog života u i oko glavnog grada Sarajeva.
Vijeće sigurnosti primijetilo je pozitivne pomake oko Sarajeva kao prvi korak prema ponovnom uspostavljanju mira u Bosni i Hercegovini. Postojao je sporazum između Bosne i Hercegovine, bosanskih Srba i posebnog izaslanika glavnog tajnika o prekidu vatre i teškom naoružanju koji je pozdravljen, s obzirom na mjere poduzete u rezolucijama 824 (1993.) i 836 (1993.). Bilo je ključno da se građani i humanitarna pomoć mogu slobodno kretati i da se može nastaviti normalan život. Ujedinjeno Kraljevstvo i SAD stoga su poslale zajedničku misiju u Sarajevo da procijeni proces obnove. Vijeće je ocijenilo da je grad Sarajevo važan kao glavni grad Bosne i Hercegovine te kao multikulturalno, multietničko i vjersko središte.
Nadalje, rezolucija je pozdravila rotaciju osoblja Zaštitnih snaga Ujedinjenih naroda u Srebrenici i ponovno otvaranje Međunarodne zračne luke Tuzla. Također je izražena zabrinutost zbog pogoršanja situacije u Maglaju, Mostaru i Vitezu. Vijeće je također istaknulo važnost poštivanja međunarodnog humanitarnog prava.
Sve strane su pozvane da surađuju s UNPROFOR-om u vezi s prekidom vatre oko Sarajeva i da rade na vraćanju normalnog života u gradu. Od glavnog tajnika Butrosa Butros-Galija zatraženo je da imenuje visokog civilnog dužnosnika koji će izraditi akcijski plan za obnovu javnih usluga na području Sarajeva, osim Pala. Od njega je također zatraženo da osnuje dobrovoljni zakladni fond u koji bi zemlje mogle davati doprinose. U roku od tjedan dana od njega se zahtijevalo da izvijesti o načinima postizanja gore navedenih ciljeva i uključenim troškovima, te da u roku od 10 dana izvijesti o razvoju događaja u vezi sa zaštitom Maglaja, Mostara i Viteza.

## Vanjske poveznice
| Wikizvor | Engleski Wikizvor ima izvorni tekst na temu: United Nations Security Council Resolution 900 |

- Text of the Resolution at undocs.org